# Арнштадт
Арнштадт (нем. Arnstadt) — город в Германии, районный центр, расположен в земле Тюрингия.
Входит в состав района Ильм. Население составляет 25 000 человек (на 31 декабря 2010 года). Занимает площадь 55,29 км². Официальный код — 16 0 70 004.
Город подразделяется на 6 городских районов.

## Музеи
- Дворцовый музей в Новом замке, построенным между 1729 и 1735 гг. для княгини Елизаветы Альбертины. Наиболее интересная часть выставки — уникальное собрание кукол княгини Августы Доротеи Брауншвейг-Вольфенбюттельской «Монплезир», относящееся к первой половине XVIII века.
- В Малой галерее (Kleine Galerie), по адресу Lohmühlenweg 11, представлена графика уроженца Арнштадта — художника Пауля Вебера.
- Галерея Художеств (Kunsthalle), по адресу Angelhäuser Str. 1, располагается в здании бывшей фабрики по производству карманных фонариков. В этой самой большой галерее в Тюрингии проводятся временные выставки современного искусства.
- Железнодорожный музей (Bahnbetriebswerk Arnstadt) в северо-западной части города — в бывшем локомотивном депо.

## Фотографии

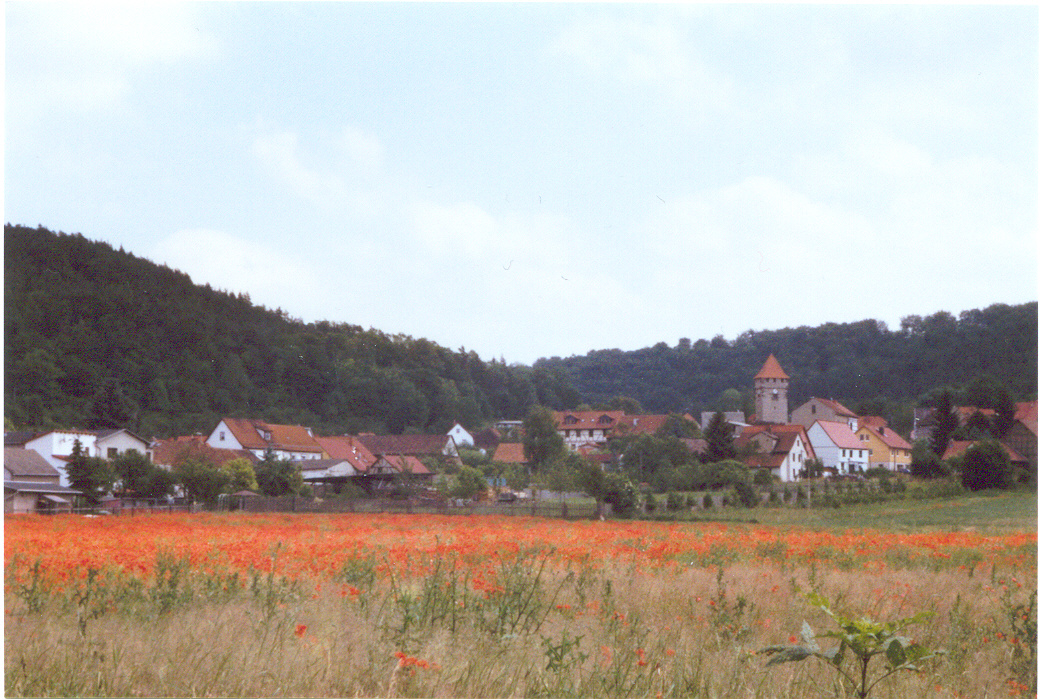
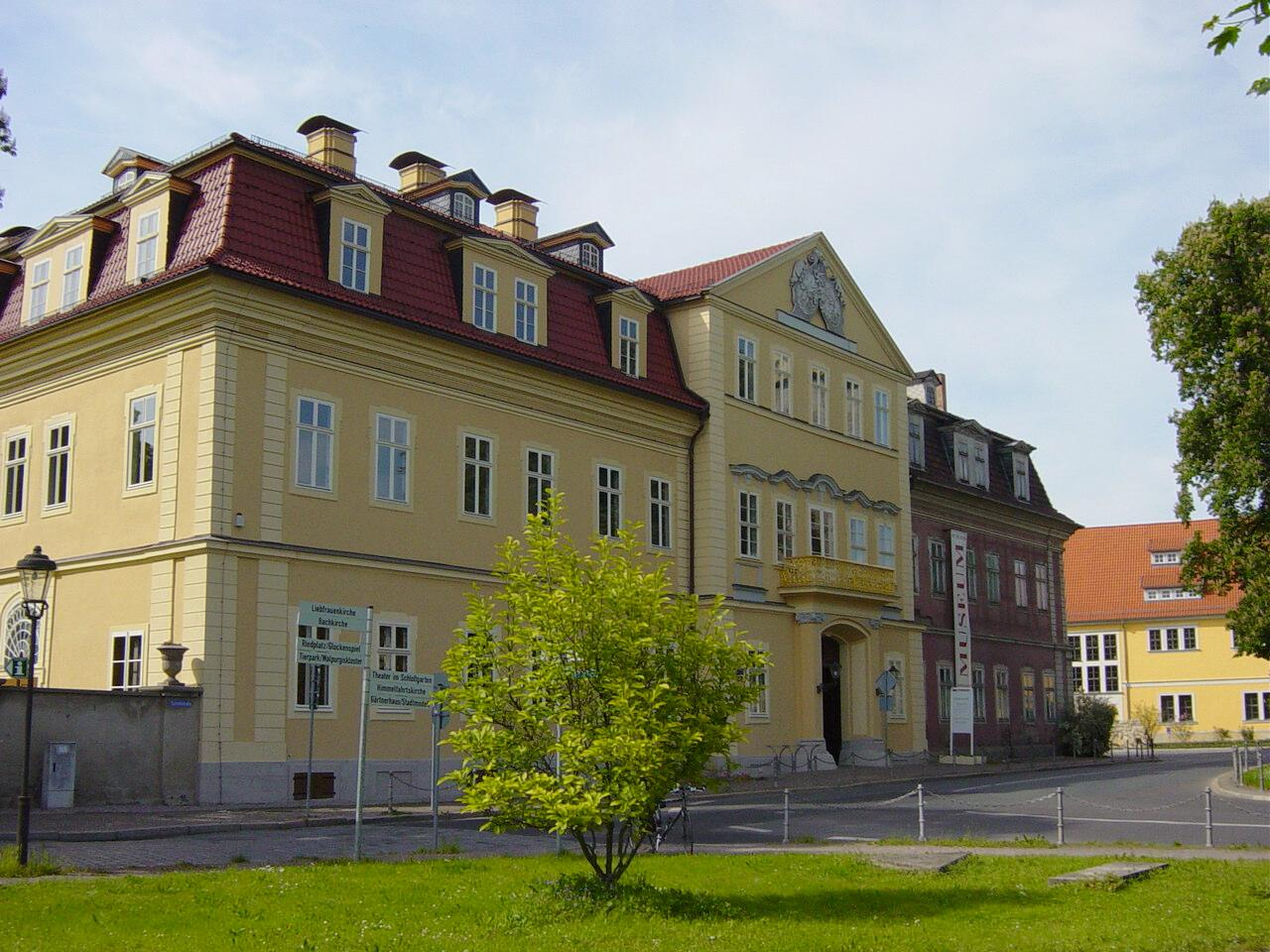
Замок
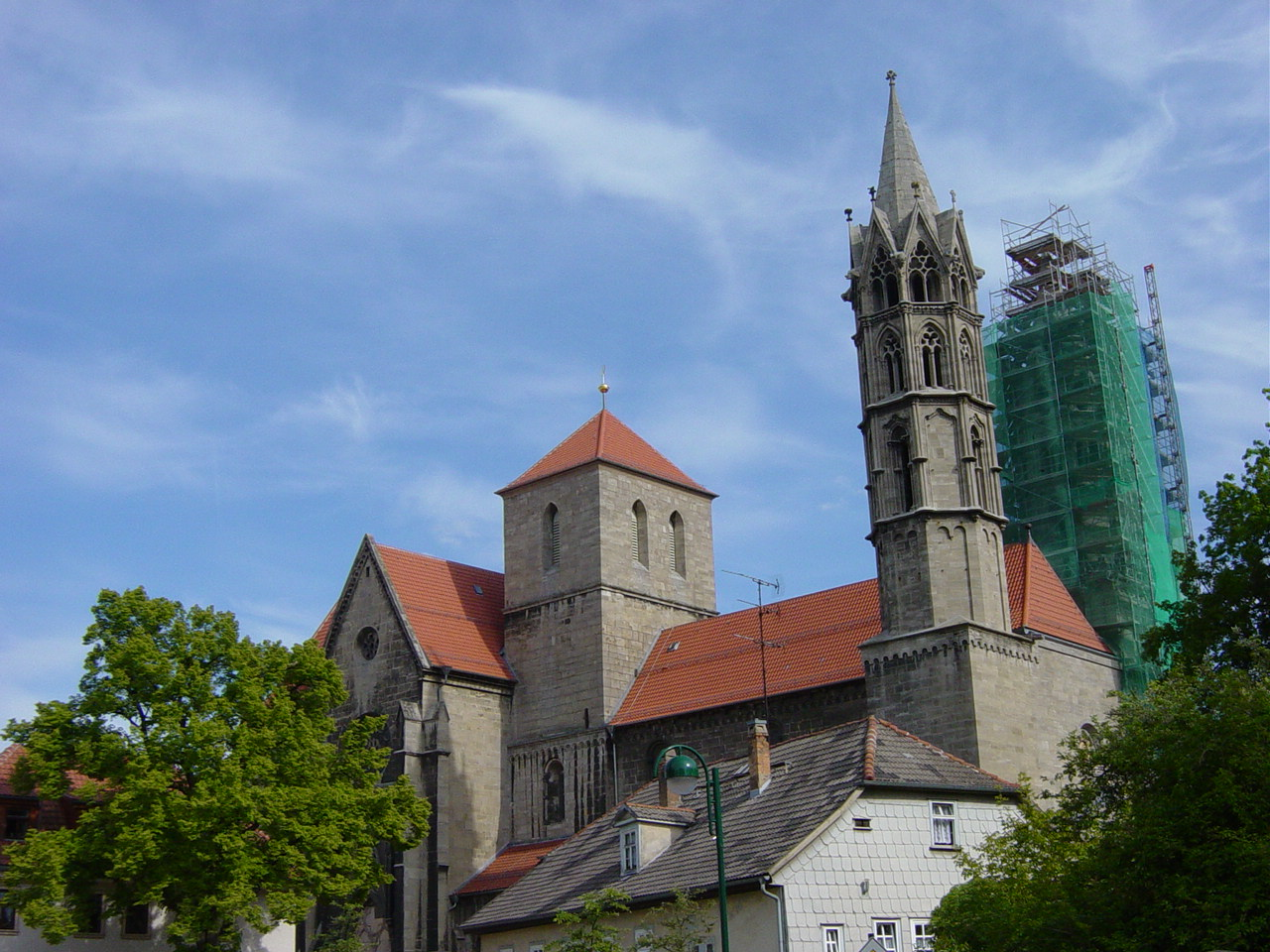
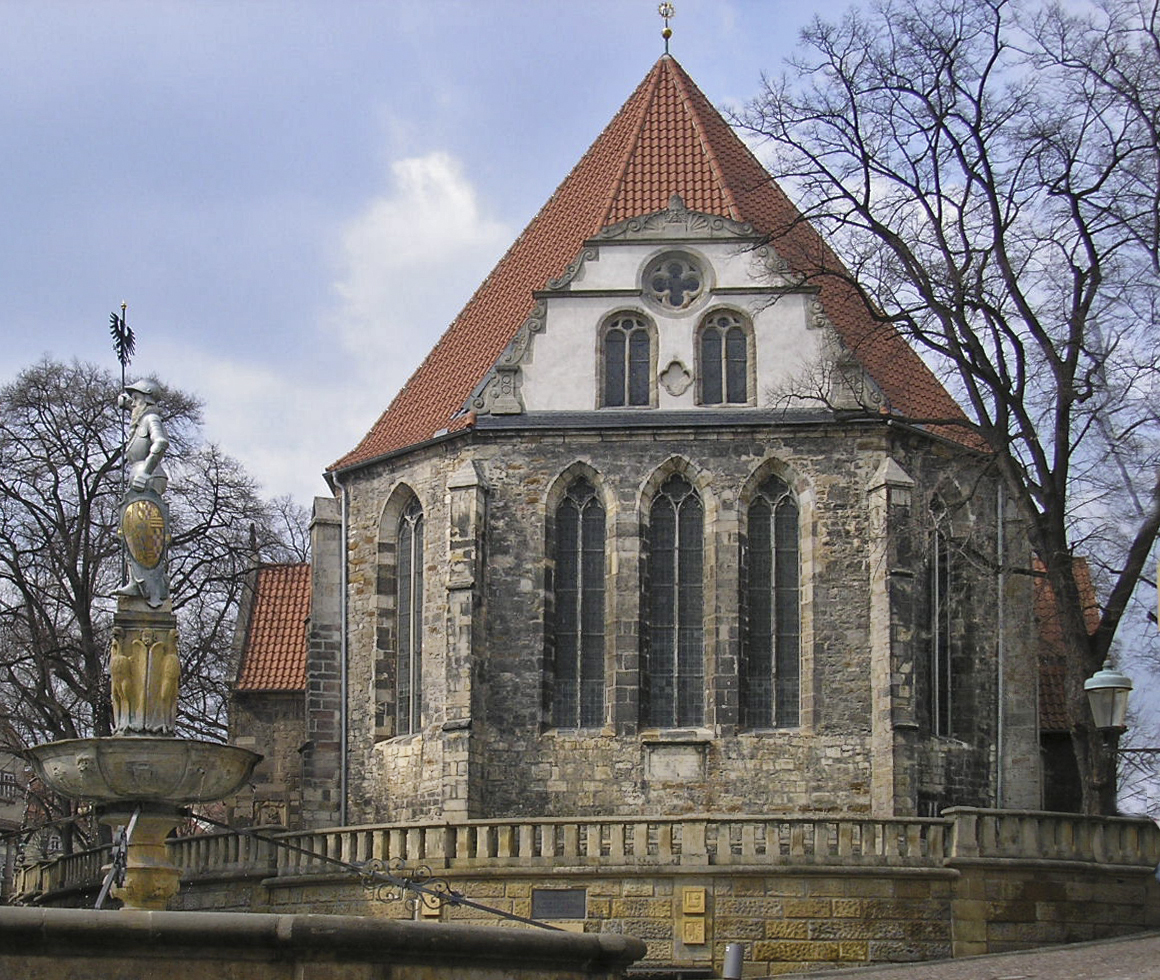
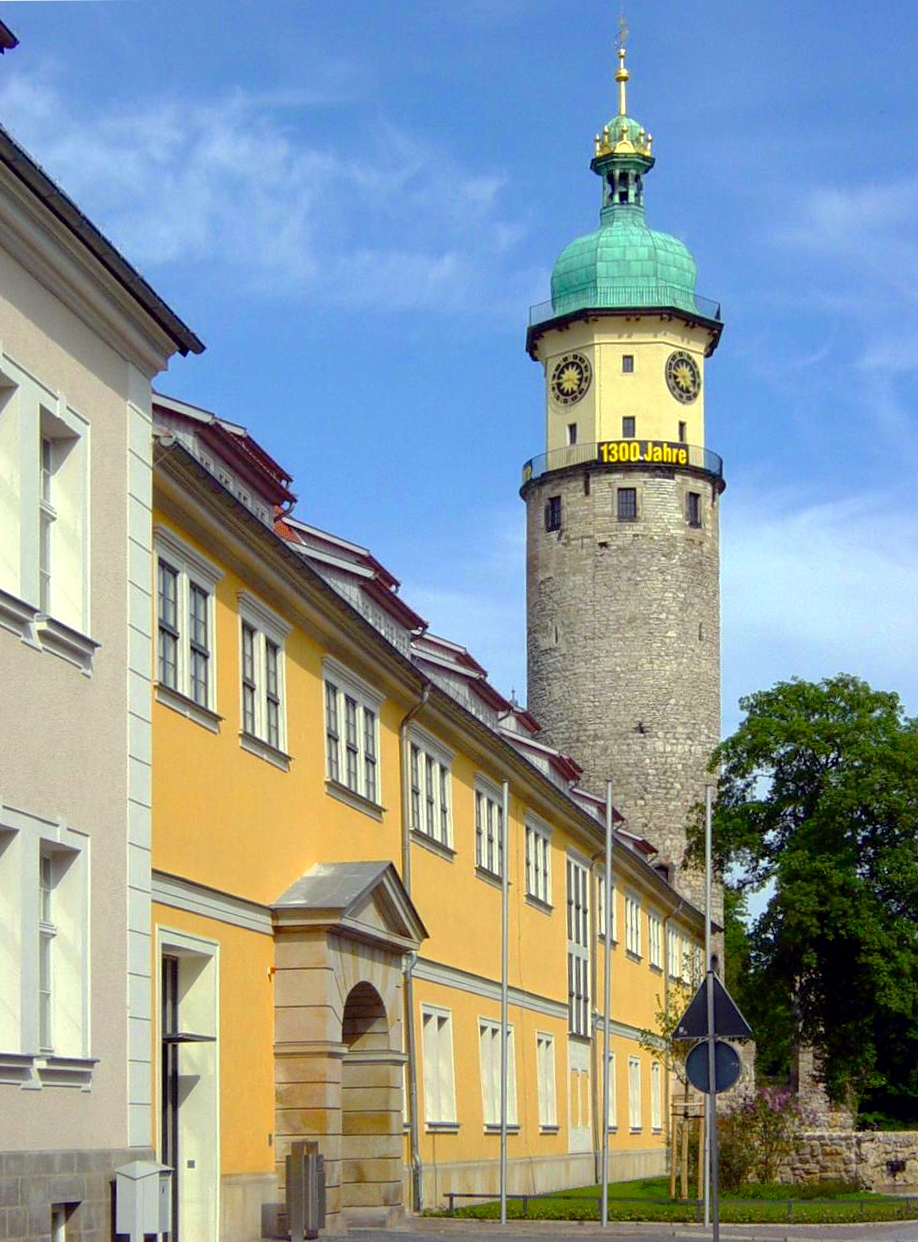
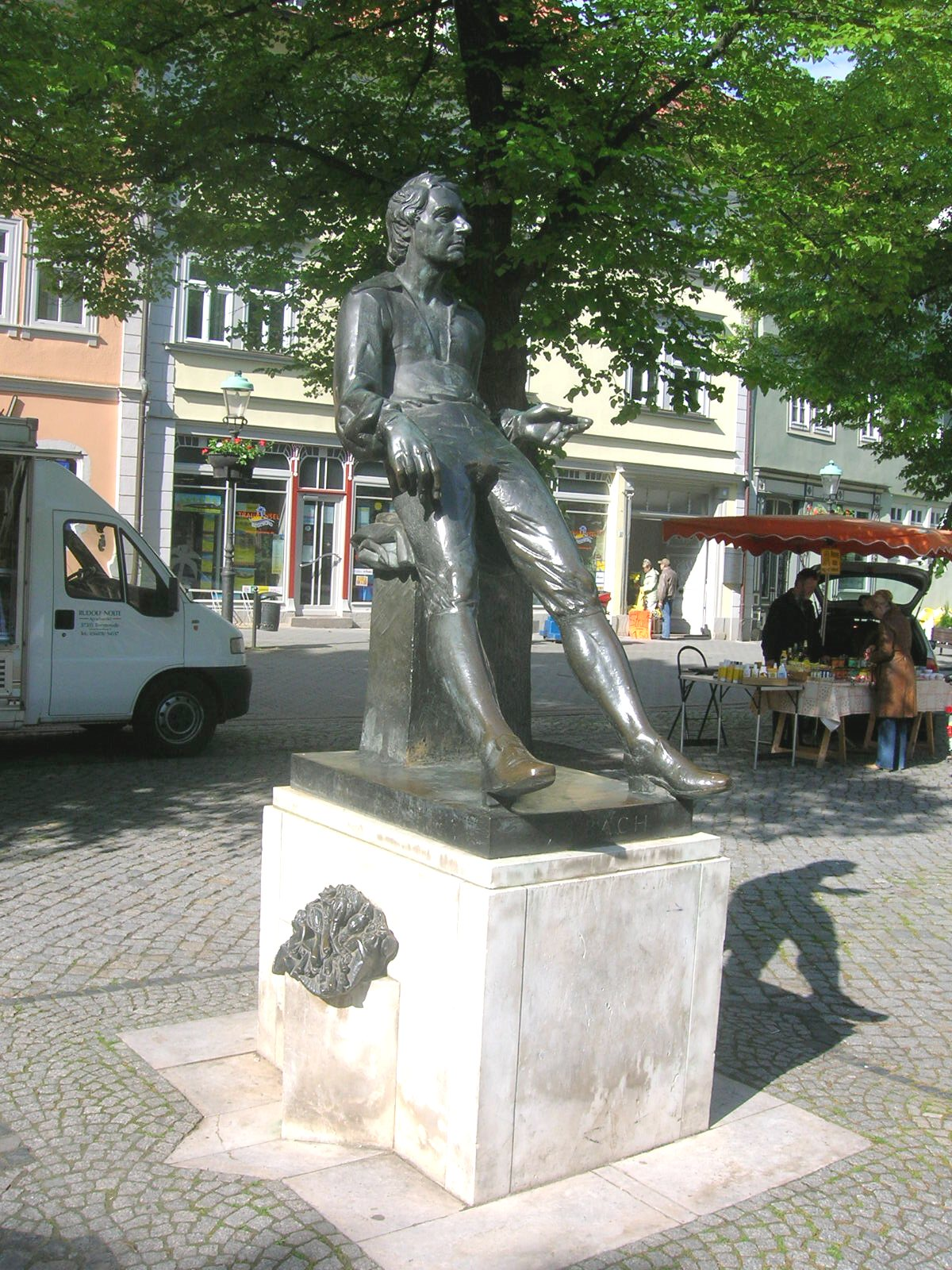
Памятник Иоганну Себастьяну Баху